# 1266
1266 (MCCLXVI) a fost un an obișnuit al calendarului gregorian.

## Evenimente
- 26 februarie: Bătălia de la Benevento; trupele lui Carol de Anjou înfrâng pe cele ale regelui Manfred al Siciliei; Manfred de Hohenstaufen este ucis în luptă; urmare: papa Clement al IV-lea învestește pe Carol ca rege al Siciliei și Neapolelui.
- 24 august: Sultanul Baibars înfrânge pe armenii din Cilicia, în bătălia de la Mari.
- 11 noiembrie: Reinstalarea guelfilor la putere în Florența.

### Nedatate
- Genovezii din Crimeea primesc numeroase privilegii comerciale în Hoarda de Aur.
- Hanul de Kipceak, Berke, invadează Iranul, însă este asasinat pe când traversa Caucazul.
- Islamul se extinde în Turkestan.
- Sultanul mameluc Baibars cucerește de la cruciați orașul Byblos (astăzi, în Liban) și castelul fortificat Toron.
- Tratatul de la Perth, încheiat în urma conflictului dintre regele Alexandru al III-lea al Scoției și regele Magnus al VI-lea al Norvegiei; norvegienii cedează insula Man și insulele Hebride, primind în schimb sume de bani.

## Arte, științe, literatură și filozofie
- Roger Bacon începe lucrul la Opus majus, Opus minus, Opus tertium.

## Nașteri
- Beatrice Portinari, iubita lui Dante Alighieri (d. 1290)
- Duns Scott, filosof și teolog scoțian (d. 1308)

## Decese
- 21 octombrie: Birger Magnusson, om politic suedez (n. 1210)
- Andronic al II-lea, împărat de Trabzon (n. 1240)
- Berke, han al Hoardei de Aur (n. ?)
- Manfred, regele Siciliei (1232-1247), (n. 1232)

## Înscăunări
- Mangu Timur, han al Hoardei e Aur (1266-1280).